# Sorley Boy MacDonnell
Pour les articles homonymes, voir MacDonnell (homonymie).
Somhairle Buidhe Mac Domhnaill (Somerled of the yellow hair, fils de Donnell, anglicisé Sorley Boy McDonnell, ou MacDonald en Écosse) (1505 -. 1590), prince ou flaith, et chef  scoto-irlandais, est le fils d'Alexander MacDonnell, seigneur d'Islay et Kintyre (Cantire), et de Catherine, fille du seigneur d'Ardnamurchan. MacDonnell est surtout connu pour avoir établi le clan MacDonnell à Antrim et avoir résisté à la campagne de Shane O'Neill et de la Couronne anglaise dans le but d'expulser le clan d'Irlande. Les relations de Sorley Boy avec d'autres seigneurs catholiques irlandais est complexe, mais aussi fortes sur le plan culturel et familier: il épouse par exemple Mary O'Neill, fille de Conn O'Neill.

## Clan MacDonnell
Les MacDonnell d'Antrim forment un sept du puissant clan Donald du Clann royal Somhairle (Seigneurs des îles), que la couronne anglaise tente de coloniser, depuis le début du XIVe siècle, dans ses efforts pour influencer le cours de la politique en Écosse. À la fin de ce siècle, un ancêtre de Sorley, Iain Mhoir Tanistear Mac Dòmhnaill, épouse Margaret Bisset, de la seigneurie de la côte d'Antrim connue sous le nom de Glynns ou de Glens, dont l'union finalement sert de fondement à la revendication de Sorley Boy sur la seigneurie de ce territoire en Irlande. La migration de MacDonnell vers les Glynns et l'île de Rathlin augmente au début du XVIe siècle (grâce à des galères rapides propulsées à rame et à voile), après que le clan a rejeté les ouvertures d'un roi de plus en plus puissant, Jacques IV d'Écosse. Cependant, le dernier seigneur connu des Mac Eoin Bissetts, partisan des O'Neill, est tué au combat en 1522, et ce n’est qu’après cela que les MacDonnell émergent en quelque sorte en tant que prétendants à la seigneurie. Les circonstances précises de ce transfert ou de cet envahissement se perdent dans les méandres de l'histoire, mais les autorités anglaises, se préparant elles-mêmes à revendiquer la domination sur l'Ulster et le reste de l'Irlande, ont toujours reconnu les Bissetts comme les seigneurs des Glynns jusqu'en 1515.
Les Anglais craignent la formation d’une cinquième colonne, avec les clans d’Ulster d'O'Neill et O'Donnell, ce qui pourrait jeter les bases d’une invasion de l’Irlande dans le style-Bruce, et le clan s’étend dans les territoires adjacents de Clandeboy et de la Route. Cette migration d'Écosse est consolidée lorsque le successeur du roi, Jacques V, choisit de maintenir des relations favorables avec le Clan Campbell rival, bien qu'il se soit retourné pour favoriser les MacDonnells dans les années 1530, en leur restituant certaines terres à Kintyre et à Islay, tout en encourageant leur expansion en Irlande. Cette période de faveur royale s’achève avec la défaite de 1539 à la bataille de Belahoe d’une armée anglaise combinée (y compris les MacDonnell): les plans de l’Écosse pour une invasion de l’Irlande sont alors repoussés, tandis que l’invasion française de l'Angleterre que le roi Henri VIII craignait, échoue à se produire.

## Chef militaire
Une fois le risque d'invasion passé, les MacDonnell résistent aux efforts des gouvernements anglais et écossais, pour les chasser de leurs terres, dans les îles occidentales d'Écosse et d'Ulster en Irlande.
Sorley Boy nait à Dunaneeny Castle, près de Ballycastle, dans le comté d’Antrim en Irlande, et se fait connaître au milieu du XVIe siècle, lorsque l’administration de Dublin mène des campagnes périodiques sur la Route. Au cours de la première campagne de 1550, Sorley Boy est fait prisonnier et enfermé au château de Dublin pendant douze mois. Il est finalement relâché en échange de certains prisonniers détenus par son frère, James, qui est chef du clan.
Après sa libération, Sorley Boy reçoit une importante rançon, après avoir capturé le connétable du Château de Carrickfergus, et continue à soumettre les McQuillans. Ce clan est le rival immédiat des MacDonnell d’Irlande, dominant la partie nord d’Antrim - the Route - avec son fief situé à château de Dunluce, près de l’embouchure de la rivière Bush. En 1558, le chef MacDonnell lui confie la seigneurie de la Route à la mort de son frère Colla, et Sorley Boy lève rapidement une troupe de soldats sur la côte écossaise pour affronter les MacQuillans, anciens alliés du clan MacDonell. Il débarque à Marketon Bay en juillet 1559, où les MacQuillans sont fermement postés au pied de Glenshesk. Son camp de Bonamargy est attaqué et subit de lourdes pertes. Sorley les attaque ensuite à Beal a Faula, les conduisant vers le sud avec de lourdes pertes. Plusieurs rencontres sanglantes suivent, au cours desquelles les MacQuillans sont vaincus et chassés de la Route.
Sorley Boy est maintenant trop puissant et trop turbulent pour être ignoré par la reine Élisabeth et ses ministres, qui sont également troublés par son grand contemporain, Shane O'Neill. Les vingt prochaines années suivantes, l’histoire d’Ulster consiste essentiellement en une alternance de conflits et d’alliances entre MacDonnells et O'Neills, ainsi que des tentatives du gouvernement anglais de les maîtriser. Pour cet objet, Élisabeth vise à fomenter la rivalité entre les deux clans; elle parvient à un accord parfois l'un et parfois avec l'autre. Un événement qui simplifie la situation de la reine est le succès de la révolution protestante en 1560 en Écosse, qui élimine en grande partie la menace d'invasion que son père avait subie en 1539. Mais les complications ne manquent jamais en Ulster, du fait des croisements d'allégeances et de trahisons dynastiques et politiques. À cette époque, Shane O'Neill s'allie par alliance avec les Campbell, le principal rival du clan MacDonnell en Écosse; pourtant, l'épouse de Sorley Boy est une demi-sœur du même Shane.

## Chef de clan
Lors de l'accession d'Élisabeth en 1559, Sorley Boy est soumis à son autorité sous Thomas Radclyffe, 3e comte de Sussex, alors Lord-lieutenant d'Irlande, et il est confirmé dans ses biens irlandais. En 1562, Shane O'Neill se rend à Londres où il obtient la reconnaissance par Élisabeth de ses prétentions à la tête des O'Neills. Mais en 1563, Sussex organise une campagne contre O'Neill, dans laquelle Sorley Boy joue son rôle. Sussex se retire, frustré, et O'Neill s'engage dans une offensive soutenue contre les MacDonnells, apparemment dans le but de débarrasser les Anglais de l'interférence écossaise en Irlande: il défait Sorley Boy près de Coleraine à l'été de 1564, détruisant son territoire; En 1565, il envahit les Glynns et détruit toutes les colonies écossaises. Il remporte une victoire décisive à la bataille de Glentasie: James MacDonnell et Sorley Boy sont faits prisonniers et le château de Dunluce tombe entre les mains d'O'Neill.
James meurt peu de temps après, mais Sorley Boy demeure prisonnier d'O'Neill jusqu'en 1567, période au cours de laquelle il semble gagner la confiance de son ravisseur. Après sa défaite inattendue face aux O'Donnell lors de la bataille de Farsetmore, O'Neill se tourne vers les MacDonnells pour demander de l'aide et assiste à un festin qu'ils organisent à Cushendun, faisant sortir de sa captivité Sorley Boy et la veuve de son frère décédé, Agnes, pour s'assurer une alliance avec les Écossais. Lors d'un événement qui semble avoir l'approbation du seigneur député d'Irlande, Henry Sidney, O'Neill est poignardé et assassiné par ses hôtes. Sorley Boy se rend immédiatement en Écosse et revient à Marketon Bay avec 600 Redshanks, devant lesquels il jure de ne jamais quitter l'Irlande.
En 1569, une alliance entre les O'Neill et les MacDonnells est conclue lors du mariage de Turlough Luineach O'Neill, successeur de Shane sur Île de Rathlin, avec la veuve Agnes. Sorley Boy passe les années suivantes à lutter contre les stratagèmes de Sir Thomas Smith, puis du comte d’Essex, visant à coloniser l’Ulster avec des colons anglais (Plantations en Irlande). Il est prêt à accepter les termes du gouvernement si ses revendications concernant les terres sont avalisées, mais Essex est déterminé à le réduire à une soumission sans condition. Après une retraite en Écosse, Sorley Boy revient et fait une tentative sans succès contre la garnison de la couronne à Carrickfergus. Avec le temps, il parvient à s'entendre avec Smith, qui appuie la revendications de ses titres sur la Route, à condition qu'il adopte la religion réformée. En 1573, des lettres de dénonciation sont adressées à Sorley Boy par la couronne, mais Essex les fait échouer avec le renouvellement de son projet de plantation. Pourtant, Sorley Boy réussit à tenir sa position, quand Essex échoue dans ses négociations avec le régent écossais et le comte d’Argyll, pour un retrait des Écossais d’Ulster.
Essex change ensuite de tactique après avoir conclu un accord avec Turlough Luineach, et vainc Sorley Boy autour de Castle Toome, où le Bann s’écoule du Lough Neagh. Essex doit se retirer à Carrickfergus faute de provisions, mais il ordonne une opération de suivi dans le but de chasser les Écossais d'Ulster. Sous les ordres de John Norreys et Francis Drake, une force de frappe amphibie se rend par mer de Carrickfergus à l'île Rathlin, où les enfants et les objets de valeur de Sorley Boy, ainsi que les familles de ses principaux mandataires, sont logés pour leur sécurité; et tandis que le chef est lui-même à Ballycastle, à la vue de l'île, les femmes et les enfants (peut-être 700) sont massacrés par les Anglais. Sorley Boy riposte avec un raid réussi sur Carrickfergus, dans lequel la garnison se brise devant une charge highland, et réussit à rétablir partiellement son pouvoir dans les Glynns et la Route.
En 1583, profitant de la faiblesse perceptible de Sorley en l'absence d'un nombre important de guerriers MacDonnell, embauchés par Turlough Luineach O'Neill pour une campagne dans l'ouest du pays, les Mac Quillans tentent de vaincre les MacDonnells de manière décisive et récupérer la Route. Allié avec Sir Hugh MacPhelim 'Bacach' O'Niall d'Edenduffcarrig (Shane's Castle, Randlestown) et accompagné de deux compagnies de tirs anglais, 'sent from the pale' et commandés par le Sénéchal de Clandeboye, récemment nommé, capitaine Chatterton, les Mac Quillans lancent un raid dévastateur sur les vallées du nord.
Sorley a rassemblé une petite force qui menace le camp principal des pillards assis sur une large crête près de Slieve na Orra. La cavalerie et l'infanterie lourde des raiders sont amenées à charger le petit hôte des MacDonnell, apparemment vulnérable, sur ce qu'ils croyaient être un terrain solide, mais qui était en fait un marais profond, où ils sont incacités et vaincus de manière décisive par les MacDonnell. Hugh Mac Phelim et Chatterton s'enfuient, mais ont sont poursuivis et tués près du sommet d'Orra pendant que Rory Oge MacQuillan cherche refuge sur un crannog à Loughgile, où il est tué par un poursuivant. Cette action s'appelle la bataille de Slieve-an-aura et est erronément datée de 1559 par plusieurs sources, à la suite de l'ouvrage de Rev. George Hill The MacDonnells of Antrim. La date exacte a été conservée dans les State Papers for Ireland.
En examinant les résultats, le Lord Deputy Sidney accepte un cessez-le-feu, tout en soutenant les revendications des MacQuillans sur la Route et des neveux de Sorley Boy (fils de la veuve Agnes) en possession des Glens - une manœuvre typique de Campbell, avec une alliance avec Turlough Luineach. Au même moment, Sidney transmet à Londres, la pétition de Sorley Boy pour son titre, restée sans réponse pendant des années. Grâce à leur courage, les MacDonnell réussissent à renforcer leur position grâce à une alliance avec Turlough Luineach et à une formidable immigration de partisans des îles écossaises, à la suite de leur victoire décisive à Aura.

## Ambition réalisée
Pendant quelques années, la politique de l’Ulster oriental se maintint dans l’équilibre. Mais, en 1584, Sir John Perrot, député adjoint de l’Irlande et récemment arrivé, mena son armée dans la province dans le but de déloger les Écossais. Après une expédition en Écosse à la recherche de renforts, Sorley Boy débarqua à Cushendun en janvier 1585 avec une armée substantielle, mais après ses premiers succès, il fut renvoyé en Écosse où il proposa d'accepter les conditions précédemment fixées par Sidney. Perrot refusa, après quoi Sorley Boy revint et reprit possession du château de Dunluce. À contrecœur, Perrot entama des négociations avec Sorley Boy, envoyant comme émissaire Sir William Warren, dont le père Humphrey avait été en bons termes avec Sorley pendant la présidence de Sussex. Warren persuada Sorley de s'entendre et, à l'été 1586, il se rendit à Dublin et soumit ses observations au représentant d'Élisabeth. Quand on lui montra la tête coupée de son fils, qui avait été clouée au-dessus de la porte du château de Dublin, Sorley Boy donna la réponse mémorable: " Mon fils a plusieurs têtes ".
Après avoir présenté ses observations, Sorley Boy obtint enfin une subvention pour lui-même et ses héritiers de la plus grande partie du pays de Route, entre les rivières Bann et Bush (une région alors appelée the Boys), avec certaines autres terres à l'est, et il fu fait connétable de Dunluce Castle. Un mois auparavant, le neveu de Sorley Boy reçut une subvention en termes similaires pour la plus grande partie des Glynns. Au même moment, dans le traité de Berwick, une clause reconnaissant le droit du clan MacDonnell de rester en Irlande était insérée.
Sorley Boy ne donna plus aucune peine au gouvernement anglais, bien qu'il ait aidé les survivants de l'Armada espagnole à fuir l'Irlande en 1588 (voir La Girona). Il mourut en 1590 à l'endroit même de sa naissance, le château de Dunanynie, et fut enterré dans le lieu traditionnel des MacDonnells, le Bonamargy Friary à Ballycastle.

## Héritage
Avant la plantation d'Ulster en 1610, Sorley Boy était le plus puissant des Scoto-Irlandais de la province. Grâce à ses efforts, les administrations successives des Tudor et des Stuart en Angleterre et en Écosse se heurtèrent à des difficultés stratégiques persistantes dans la région de l'est de l'Ulster et du sud-ouest de l'Écosse. Au cours des quarante années précédentes, il s'était joué de ces difficultés avec courage, habileté et fourberie, au point que les revendications de MacDonnell étaient largement acceptées et que la fortune du clan était assurée. Cette période de l'histoire irlandaise laisse peu de gagnants, mais Sorley Boy peut être comptée parmi eux.

## Famille
Par sa première femme, Mary, fille de Conn O'Neill, 1er comte de Tyrone, leurs enfants sont :
- Alaster MacDonnell, tué au combat en 1585[5]
- Donnell MacDonnell[5]
- James MacDonnell, décédé le 13 avril 1601 à Dunluce Castle[5]
- Randal MacDonnell, comte d'Antrim décédé le 10 décembre 1636[5]
- Angus MacDonnell[5]
- Ludar MacDonnell[5]
- fille inconnue mariée à un chef du clan Macnaghten[5]
- fille inconnue mariée à un chef du clan McQuillan[5]
- fille inconnue mariée à Cormack O'Neill[5]
- fille inconnue mariée à Magennis, seigneur d'Iveagh[5]
- fille inconnue mariée à Shane O'Neill de Clandeboye[5]

En 1588, à l'âge de quatre-vingts ans, sa deuxième femme est la fille de Turlough Luineach O'Neill, un parent de sa première femme.
Deux de ses cinq filles épousent des membres de la famille O'Neill. Lors de son premier mariage, Sorley Boy a plusieurs fils (connus sous le nom de MacSorleys): deux sont tués et Randal, fait comte d'Antrim, est l'ancêtre du titulaire actuel de ce titre. C'est à Randal que le roi Jacques I renouvela les subventions de la Route et des Glynns.